# Emmelia bicolora
Emmelia bicolora is een vlinder uit de familie van de uilen (Noctuidae). De wetenschappelijke naam van deze soort is voor het eerst voorgesteld als Acontia bicolora door John Henry Leech in een publicatie uit 1889.
De soort komt voor in Japan.